# Епископ пекиншки Василиј
Василиј Шуан (кин: 主教瓦西里, световно име Шуан Јао, кин: 姚福安, на крштењу Игнатије, Пекинг 23. децембар 1888 – Пекинг 3. јануар 1962) је био епископ Кинеске православне цркве са титулом епископ пекиншки и кинески.

## Биографија
Рођен је 23. децембра 1888. године у Пекингу, у породици потомака руских козака. На крштењу је добио име Игнатије.
Школовао се у Руској духовној мисији у Пекингу. Хиротонисан је 11. маја 1915. године у чин ђакона, од стране архимандрита Аврамија Часовникова, управника руске црквене мисије у Кини. За свештеника је хиротонисан 1948. године и 30. августа исте године је замонашен, када добија име Василиј. Постављен је за игумана и исповедника Успенског мушког манастира и Покровског женског манастира у Пекингу. Руски патријарх Алексеј I га је јула 1950. године, уздигао у чин архимандрита, да би крајем године био именован за члана Администрације Источноазијског егзархата.
Архимандрит Василиј је у Пекингу отворио катихетску школу, која је послужила као расадник кинеског православног свештенства.

### Епископ пекиншки и кинески
Најпре је одбио да буде постављен за епископа пекиншког и кинеског, уз образложење да би ту дужност обављао само привремено. Ипак, Свети синод Руске православне цркве га је одредио за ту дужност 23. новембра 1956. године, чиме је постао фактички поглавар Кинеске православне цркве. Рукоположен је за епископа пекиншког 28. маја 1957. године. Два дана касније је хиротонисан за епископа Пекинга и Кине.
Тешко се разболео 1960. године и од тада је само формално обављао епископску дужност.
Преминуо је 3. јануара 1962. године у Пекингу, од можданог удара. Сахрањен је 11. јануара.